# Ofensiva Brusilov
Ofensiva Brusilov (în rusă Брусиловский прорыв, "Brusilovski prorîv"), cunoscută și ca Înaintarea din Iunie, a fost cea mai mare victorie a armatei Imperiului Rus din timpul Primului Război Mondial și una dintre bătăliile cu cele mai multe victime din timpul primei conflagrații mondiale. Profesorul Graydon A. Tunstall de la University of South Florida a numit Ofensiva Brusilov din 1916 cea mai mare criză a Austro-Ungariei și cea mai mare victorie a Antantei din Primul Război Mondial.  Ofensiva Brusilov a fost o ofensivă de mari proporții împotriva armatelor Puterilor Centrale pe frontul de răsărit, lansată pe 4 iunie 1916 și care a durat până pe 20 septembrie, același an. Luptele s-au desfășurat pe teritoriul Ucrainei de azi, în regiunile orașelor Lemberg, Kovel și Luțk. Ofensiva a primit numele comandantului rus al operațiunilor militare de pe frontul de sud-vest, Front, Alexei Brusilov.

## Cadru general
La începutul anului 1916, Franța a cerut sprijinul Rusiei pentru ușurarea presiunii pe frontul de la Verdun. Francezii propuneau lansarea unei ofensive ruse împotriva forțelor Puterilor Centrale de pe frontul de răsărit, sperând ca Germania să fie nevoită să transfere unități militare de pe frontul de vest pentru respingerea atacului rușilor. Rușii au răspuns inițiind dezastruoasa Ofensivă de la Lacul Naraci (în regiunea orașului Vilno), în timpul căreia germanii au suferit pierderi de 5 ori mai mici decât atacatorii ruși. Generalul Brusilov și-a prezentat planul său în fața Înaltului Comandament Rus (STAVKA), propunând o ofensivă de proporții executată de Frontul de sud-vest pe care îl comanda împotriva forțelor austro-ungare din Galiția. Principalul obiectiv al ofensivei lui Brusilov era ușurarea presiunii exercitate de germani împotriva forțelor franco-britanice din Franța și a celor italiene de pe frontul de la Isonzo. Brusilov spera chiar să poată scoate din război Austro-Ungaria.

## Planul rusesc
Generalul Alexei Evert, comandantul Grupului de Armate de Vest, era în favoarea luptelor defensive și s-a opus ofensivei propuse de Brusilov. Țarul Nicolae al II-lea preluase personal comanda supremă a armatei în 1915. Evert era unul dintre oamenii de încredere ai lui Nicolae al II-lea, dar țarul a preferat să aprobe planul lui Brusilov. Obiectivele imediate ale ofensivei vizau cucerirea orașelor Kovel și Lemberg, ocupate de Puterile Centrale cu un an în urmă. Deși STAVKA a aprobat în principiu planul lui Brusilov, cererea acestuia din urmă pentru declanșarea unor ofensive de sprijin pe fronturile învecinate a fost respinsă. 

## Pregătiri
Presiunile intense exercitate de aliații occidentali au făcut ca Rusia să facă pregătirile în mare grabă. Brusilov a mobilizat patru armate, adică 40 de divizii de infanterie și 15 de cavalerie. El avea de înfruntat 39 de divizii austriece de infanterie și 10 de cavalerie, amplasate pe trei linii defensive. Ceva mai târziu aveau să fie aduse și unități germane de sprijin. Brusilov știa că nu va primi niciun fel de ajutor de pe alte fronturi și și-a mutat propriile rezerve în prima linie. El a folosit rezervele pentru săparea de tranșee lungi de 300 m și late de 90 m de-a lungul liniei frontului. Acestea asigurau adăpostul trupelor și le ascundeau de observatorii austrieci. Rușii au reușit să se strecoare până la aproximativ 100 m, uneori chiar până la 70 m de linile austriece. Brusilov a pregătit un atac surpriză de-a lungul a aproximativ 480 km de front. STAVKA a dorit scurtarea considerabilă a lungimii frontului pe care urma să atace Brusilov, pentru a permite o mai mare concentrare a trupelor ruse. În fața insistențelor lui Brusilov, STAVKA a cedat în cele din urmă și a acceptat planul inițial al lui Brusilov. 

## Declanșarea luptelor
Rușii au declanșat ofensiva pe 4 iunie cu un baraj de artilerie precis, dar de scurtă durată, împotriva liniilor austro-ungare. Schimbarea fundamentală a tacticilor ruse s-a remarcat din primul moment al atacului. Barajul de artilerie scurt și precis a înlocuit bombardamentele prelungite de peste o zi, care dădeau timp apărătorilor să-și transporte rezervele în zonele cele mai primejduite și să-și evacueze prima linie de tranșee. Stilul vechi de bombardament răvășea în asemenea măsură terenul, încât făcea extrem de dificilă sarcina înaintării atacatorilor. Atacul inițial a fost încununat de succes, iar liniile austro-ungare au fost rupte, permițând celor patru armate ale lui Brusilov să înainteze pe un front larg. Succesul atacului a fost asigurat de invenția lui Brusilov: noile trupe de asalt, care atacau punctele slabe ale inamicului pentru crearea de spărturi, prin care se revărsa grosul trupelor atacatoare. Inovațiile tactice ale lui Brusilov au fost copiate de germani, care au pus la punct așa-numitele „tactici de infiltrare”, folosite pe scară largă pe tot frontul de vest. 

## Bătălia propriu-zisă

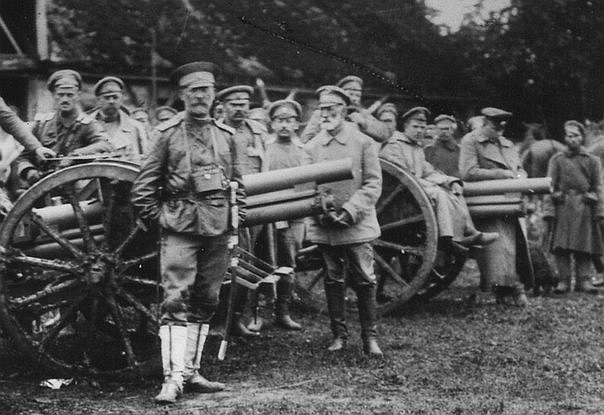
Tunuri capturate de ruși în timpul ofensivei.

Pe 8 iunie, forțele comandate de Brusilov au cucerit Luțkul. Comandantul austriac, arhiducele Josef Ferdinand, a scăpat cu greutate din oraș mai înainte ca rușii să-l ocupe. Austriecii erau în plină retragere, lăsând în mâinile rușilor peste 200.000 de prizonieri. Frontul rus a devenit însă prea întins, iar continuarea cu succes a operațiunii depindea de lansarea unei noi ofensive, condusă de generalul Evert. Evert a tărăgănat declanșarea atacului, permițând astfel germanilor să trimită întăriri pe frontul de est. 
Șeful Marelui Stat Major German, Erich von Falkenhayn, a reușit să-l convingă a doua zi după căderea Luțkului pe  corespondentul său austriac, Franz Conrad von Hötzendorf, să retragă trupe de pe frontul italian pe care să le folosească pentru respingerea atacului rus din Galiția. Feldmareșalul Paul von Hindenburg, comandantul german de pe frontul de est (Oberkommando-Ost), s-a folosit de căile ferate germane pentru aducerea de întăriri de pe frontul de vest. 
Pe 18 iunie, Evert a declanșat o ofensivă slabă și prost pregătită. Pe 24 iulie, Alexander von Linsingen a contraatacat la sud de Kovel și a oprit temporar ofensiva rușilor. Pe 28 iulie, Brusilov a reluat ofensiva cu trupele de sub comanda lui și, în ciuda aprovizionării deficitare a trupelor, a reușit să atingă linia Munților Carpați până pe 20 septembrie. Înaltul comandament rus a hotărât în acest moment să transfere trupe de sub comanda lui Evert în sprijinul lui Brusilov. Brusilov s-a opus transferului, considerând că un număr mai mare de soldați nu ar fi făcut decât să aglomereze inutil frontul de sub comanda sa. Atacul trupelor ruse a fost oprit la sfârșitul lunii septembrie. Soldații erau epuizați de ofensiva îndelungată și, în plus, a început transferul de trupe ruse pe frontul din România, unde armatele austro-ungare, germane și bulgare erau în plină ofensivă.

## Urmări

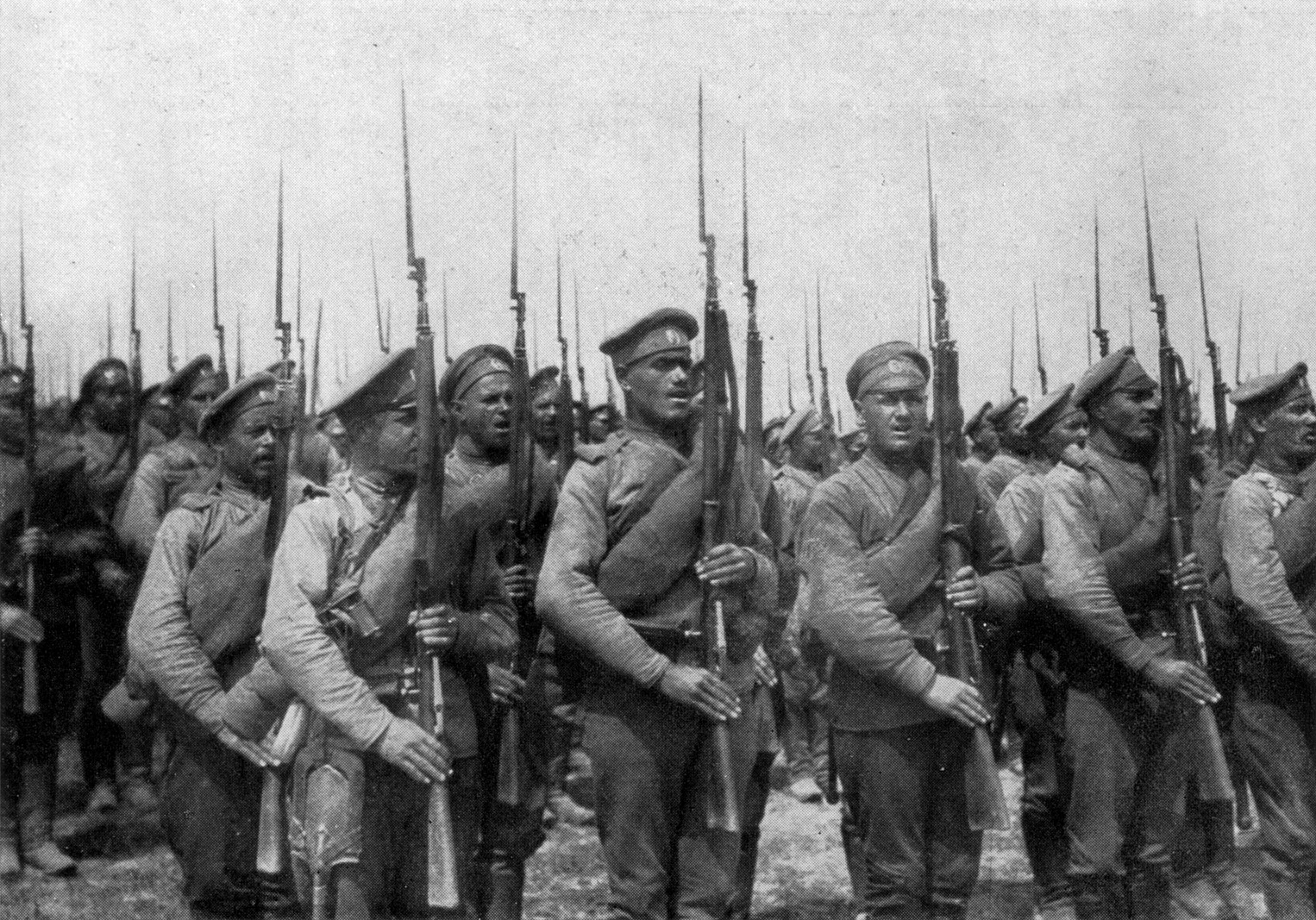
Infanteria rusă

Operațiunea Brusilov și-a îndeplinit obiectivele inițiale forțând forțele germane să-și întreupă atacul de la Verdun și să transfere forțe considerabile pe frontul de est. În plus, a produs pierderi uriașe armatei austro-ungare, adică aproximativ 1,5 milioane de oameni, din care 400.000 de prizonieri. Armata austro-ungară nu a mai fost capabilă să organizeze de una singură din acest moment vreo acțiune ofensivă de amploare. În schimb, austriecii au fost nevoiți să ceară neîntrerupt ajutorul germanilor pentru a obține victorii. Succesul operațiunii a convins România să intre în război de partea Antantei. Pierderile rușilor au fost ridicate, aproximativ o jumătate de milion de oameni. Ofensiva Brusilov este considerată până în zilele noastre una dintre cele mai sângeroase bătălii din istoria lumii. 
Ofensiva Brusilov a fost punctul culminant al efortului rus de război din timpul Primului Război Mondial și a fost unul dintre puținele exemple ale conducerii și planificării corespunzătoare din partea unui lider militar rus. După acest moment, eficiența armatei ruse a început să scadă datorită deteriorării situației politice și economice din țară, agravate și de pierderile foarte mari înregistrate pe front. În vreme ce germanii și austro-ungarii au început să-i împingă pe ruși înapoi de-a lungul întregii linii a frontului, aproximativ 58.000 de soldați ruși au dezertat. Aceasta nu a fost decât unul dintr-un șir mai lung de evenimente care aveau să încline balanța victoriei în favoarea Germaniei. 
Operațiunea Brusilov a marcat o îmbunătățire calitativă importantă a tacticilor armatei ruse. Brusilov a folosit unități mici specializate pentru atacarea punctelor slabe ale liniilor austro-ungare, care spărgeau frontul pentru restul trupelor ruse din linia a doua a atacului. Acastă tactică a loviturii de șoc a fost o schimbare radicală a tacticii „valurilor umane” care fuseseră folosite până atunci de toate armatele implicate în luptele primei conflagrații mondiale. Ironia sorții a făcut că rușii să nu înțeleagă potențialul tacticilor dezvoltate de Brusilov. Acest potențial a fost sesizat de germani, care au utilizat după acel moment „trupele de asalt”, cu un succes deosebit în ofensiva din 1918 de pe frontul de vest. Aceste tactici au fost adoptate în mare grabă de planificatorii militari occidentali. Tacticile atacurilor de șoc aveau să joace un rol de maximă importanță în ofensivele blitzkriegului german de la începutul celui de-al Doilea Război Mondial, ca și în planificarea atacurilor Armatei Roșii sovietice și a armatelor Aliaților occidentali care aveau să învingă Germania Nazistă. Aceleași tactici aveau să fie folosite cu mare succes în timpul Războiului din Coreea și al Primului război din Indochina.